# Gays Mills
Gays Mills es una villa ubicada en el condado de Crawford en el estado estadounidense de Wisconsin. En el Censo de 2010 tenía una población de 491 habitantes y una densidad poblacional de 38,7 personas por km².

## Geografía
Gays Mills se encuentra ubicada en las coordenadas 43°19′20″N 90°50′55″O / 43.32222, -90.84861. Según la Oficina del Censo de los Estados Unidos, Gays Mills tiene una superficie total de 12.69 km², de la cual 12.62 km² corresponden a tierra firme y (0.53%) 0.07 km² es agua.

## Demografía
Según el censo de 2010, había 491 personas residiendo en Gays Mills. La densidad de población era de 38,7 hab./km². De los 491 habitantes, Gays Mills estaba compuesto por el 97.15% blancos, el 1.43% eran afroamericanos, el 0.2% eran amerindios, el 0% eran asiáticos, el 0% eran isleños del Pacífico, el 0% eran de otras razas y el 1.22% pertenecían a dos o más razas. Del total de la población el 0.2% eran hispanos o latinos de cualquier raza.